# Werner Hollmann (Mediziner)
Werner Hollmann (* 6. Dezember 1900 in Solingen; † 25. Oktober 1987 in Potsdam) war ein deutscher Internist. Seine Forschungsschwerpunkte waren die Sozialmedizin, die Tuberkulose und die Elektrokardiographie.

## Leben
Hollmann studierte an der Julius-Maximilians-Universität Würzburg Medizin. 1919 wurde er im Corps Nassovia Würzburg recipiert. 1925 wurde er an der Rheinischen Friedrich-Wilhelms-Universität Bonn zum Dr. med. promoviert. Ab 1932 war er Sonderassistent an Viktor von Weizsäckers „Neurotikerabteilung“ in Heidelberg. 1935 habilitierte er sich an der Ruprecht-Karls-Universität Heidelberg. Zwei Jahre später zog er nach Brandenburg an der Havel. Im selben Jahr heiratete er die Assistenzärztin Margarethe Hollmann (1907–2010). Aus der Ehe gingen fünf Kinder hervor. 1950 wurde Hollmann Chefarzt der Inneren Abteilung des Bezirkskrankenhauses Potsdam. Außerdem wirkte er an der  Charité als Professor. Hollmann ging 1967 in den Ruhestand.
Hollmann „schrieb als überzeugter Nationalsozialist“ und „wollte Krankheiten aus der Biographie der Kranken heraus verstehen und die sozialen Bezüge mit in die Therapie einbeziehen“.

## Schriften
- Die Sozialversicherung im nationalsozialistischen Staat. Ziel und Weg, 1933/34[3]
- Krankheit, Lebenskrise und soziales Schicksal. (1940)[3]
- mit Erika Hantel: Klinische Psychologie und soziale Therapie. (1949)[3]
- mit Richard Behre: Leistungsminderung durch Störung der Umweltbeziehung. (1955)[3]